# Alfasynuklein
Alfasynuklein är en form av synuklein, ett protein som finns i nervsystemets vävnad, men som också bygger upp Lewykroppar.
Hos människor kodas alfasynuklein av SNCA-genen. Dess funktion hos friska personer är okänd, men det utgör 1 % av cytosolernas proteiner. Det förekommer i högst grad i neocortex, hippocampus, substantia nigra, talamus och cerebellum. Framför allt är det ett nervcellsprotein, men det kan finnas i gliaceller. Det finns också i nervcellernas mitokondrier, framför allt i luktloben, hippocampus, striatum och talamus, men inte i hjärnbarken eller cerebellum där den bara finns i cytosolen.
Fettomsättningen deltar i toxicitet av alfasynuklein, men alfasynuklein kan påverka viskositeten och den relativa mängden fettsyror i de dubbla lipidlagren.
I lösning är alfasynuklein ett intrinsikalt ostrukturerat protein men vid förekomst av fosfolipider bildar N-terminalen alfahelix struktur vilket gör att alfasynuklein kan binda membran. Under vissa patologiska omständigheter kan det också aggregera och bilda olösliga fibriller i hjärnan, som kallas Lewykroppar. Förekomst av Lewykroppar kallas Lewykroppsjukdom, och kännetecknar Lewykroppsdemens, vissa former av Parkinsons sjukdom och multisystematrofi. Det förekommer vidare vid vissa former av Alzheimers sjukdom.
Alfasynuklein interagerar normalt med bl.a. dopamintransportproteiner, tau-proteiner, parkin och fosfolipas D1.